# Tarmo Neemelo
Tarmo Neemelo (Paide, 10 februari 1982) is een Estse voetballer die uitkomt voor Levadia Tallinn. De spits stond sinds 2006 onder contract bij Helsingborgs IF, tekende in januari 2009 een contract bij SV Zulte Waregem, vanwaar hij terugkeerde naar zijn thuisland.

## Clubcarrière
Hij begon zijn carrière in 2000 bij FC Kuressaare. Daar speelde hij 55 wedstrijden waarin hij drie keer scoorde. In 2004 verhuisde hij naar TVMK Tallinn. Daar speelde hij 58 wedstrijden waarin hij 54 keer scoorde. In het seizoen 2005 scoorde hij 41 keer. Hij had de meeste goals gescoord van alle Europese competities. Lang stond Neemelo 1e in het ESM Gouden Schoen-klassement, maar moest de titel laten aan Luca Toni, die 62 punten behaalde. Neemelo eindigde dat seizoen op de dertiende plaats met 41 punten. 
In 2006 verhuisde Neemelo naar Helsingborgs IF, waar hij samen met Henrik Larsson in de spits zou gaan spelen. Bij Helsingborgs kreeg hij niet veel kansen om zich te bewijzen en werd uitgeleend aan zijn ex-club TVMK Tallinn en vervolgens aan GIF Sundsvall. Hierna vertrok hij definitief naar MyPa-47. Na een jaar tekende hij bij SV Zulte Waregem. Hij vertrok samen met zijn Finse ploegmaat Eetu Muinonen naar België, maar ze slaagden er allebei niet in zich te onderscheiden, hoewel Neemelo wel meer speelgelegenheid kreeg bij het eerste elftal dan Muinonen. Zijn contract werd in de zomer van 2009 in onderling overleg ontbonden. Neemelo bereikte daarop een overeenkomst met Levadia Tallinn.
| seizoen | club             | land    | competitie         | duels | goals |
| ------- | ---------------- | ------- | ------------------ | ----- | ----- |
| 2000    | FC Kuressaare    | Estland | Meistriliiga       |       |       |
| 2001    | FC Kuressaare    | Estland | Meistriliiga       |       |       |
| 2002    | FC Kuressaare    | Estland | Esiliiga           |       |       |
| 2003    | FC Kuressaare    | Estland | Meistriliiga       |       |       |
| 2004    | TVMK Tallinn     | Estland | Meistriliiga       | 25    | 13    |
| 2005    | TVMK Tallinn     | Estland | Meistriliiga       | 33    | 41    |
| 2006    | Helsingborgs IF  | Zweden  | Allsvenskan        | 5     | 0     |
| 2006    | → TVMK Tallinn   | Estland | Meistriliiga       | 17    | 7     |
| 2007    | → GIF Sundsvall  | Zweden  | Superettan         | 23    | 8     |
| 2008    | MyPa-47          | Finland | Veikkausliiga      | 24    | 8     |
| 2009    | SV Zulte Waregem | België  | Jupiler Pro League | 10    | 0     |
| 2009    | Levadia Tallinn  | Estland | Meistriliiga       |       |       |
| Totaal  | Totaal           | Totaal  | Totaal             | 137   | 77    |

## Erelijst
Estland
- Zilveren Bal ("Hõbepall")

2006